# 土浦市立右籾小学校
土浦市立右籾小学校（つちうらしりつみぎもみしょうがっこう）は茨城県土浦市右籾にある公立小学校。

## 通学区域
（この節の出典）
- 右籾
- 摩利山新田

## 進学先中学校
- 土浦市立土浦第六中学校

## 特記事項
- 校訓は「なかよく・かしこく・たくましく」。
- 校歌は川上宏昭作詞、水口喜郎作曲。